# تيم أيس
تيم أيس (بالإنجليزية: Tim Ice)‏ هو مدرب خيول أمريكي، ولد في 6 يونيو 1974 في إيست ليفربول في الولايات المتحدة.